# Paul Lacombe
Paul Lacombe (Carcassonne, 11 juli 1837 – aldaar, 4 juni 1927) was een Franse componist. Voor bepaalde werken gebruikte hij het pseudoniem L. Paolo.

## Levensloop
Lacombe kreeg zijn eerste muziekles voor piano van zijn moeder. Later kreeg hij les in harmonie, contrapunt, fuga en zang door François Teysseyre (1821–1887), een afgestudeerde van het Conservatoire national supérieur de musique in Parijs, die in Carcassonne in 1851 een muziekschool had opgericht. Lacombe was een liefhebber van de muziek van Georges Bizet, vooral van diens opera Les pêcheurs de perles (De parelvissers). In 1866 begon hij een briefwisseling met Bizet en vroeg hem om hulp bij een eigen compositie. Tussen 1866 en 1868 bestond er een schriftelijke uitwisseling (compositorische adviezen en correcties) tussen de grote meester en zijn enthousiaste student en het ontwikkelde zich en vriendschap. In 1871 was hij medeoprichter van de Société Nationale de Musique (Nationale muziekgezelschap). Bizet bevorderd Lacombe's muziek onder zijn Parijse collega's en was verantwoordelijk voor een uitvoering van Lacombes Sonate voor viool en piano, op. 8, door Pablo de Sarasate en Élie-Miriam Delaborde. Lacombe componeerde vooral kamermuziek en toch, na een stimulatie door Bizet een symfonisch werk te schrijven, ontstond in 1867 de Ouverture symphonique, op. 22, maar jammer genoeg heeft Bizet dit werk zelf nooit kunnen horen, omdat het eerst in 1876 in première ging en Bizet in het voorgaande jaar was vroegtijdig overlijden. Na de Frans-Duitse Oorlog bleef hij kamermuziek, pianowerken en orkestwerken componeren. Het ontstonden de Suite pastorale, op. 31, die door Édouard Lalo werd geprezen, en de Symfonie nr. 1 in bes mineur, op. 30 en Symfonie nr. 3 in A majeur, op. 48, die beide met een Prix-de-la-société-des-compositeurs bekroond werden. Zijn werken werden regelmatig op de Parijse Concerts Colonne en Concerts Pasdeloup uitgevoerd. In 1887 werd hij door de Académie des Beaux-Arts met de "Prix Chartier" voor zijn kamermuziek bekroond. 
Zijn composities waren zeer gewaardeerd door zijn collega's componisten en door dirigenten en muzikanten, maar beleefden geen wijdere verspreiding. Misschien heeft het ermee te maken, dat Lacombe nooit van Carcassonne naar Parijs wilde verhuizen. Uit zijn meer dan 150 werken beleefde alleen zijn voor het Casino in Bagnères-de-Bigorre geschreven Aubade printanière, op. 37 een significant populair succes. Naast symfonische werken bestaat er een groot oeuvre van de pianomuziek, concertante werken, kamermuziek en ongeveer 120 liederen, waarvan vele nog in manuscript. 
In 1901 werd hij door Franse overheid op voordracht van de Académie des Beaux-Arts onderscheiden met de benoeming tot Ridder in het Legioen van Eer. In zijn geboorteplaats is een straat naar hem vernoemd en ter herinnering aan de beroemde zoon van de stad een monument opgesteld.

## Composities

### Werken voor orkest

#### Symfonieën
- 1879 Symfonie nr. 1 in bes mineur, op. 30 - won de Prix de la Société des compositeurs in 1879
- 1882 Symfonie nr. 2 in D majeur, op. 34
- 1887 Symfonie nr. 3 in A majeur, op. 48 - won de Prix de la Société des compositeurs in 1887

#### Concerten voor instrumenten en orkest
- 1885 Divertissement, voor piano en orkest, op. 40 - won de Prix de la Société des compositeurs in 1885
- 1891 Sérénade d'automne, voor dwarsfluit, hobo, hoorn (ad libitum) en strijkorkest, op. 47
- 1891 Rapsodie, voor viool en orkest, op. 51
- 1896 Suite, voor piano en orkest, op. 52 
  1. Prélude et allegro giocoso
  2. Aria
  3. Intermezzo
  4. Variations et cadence finale
- L'amour, voor cello en kamerorkest, op. 77
- Concert in d mineur, voor piano en orkest
- Concert nr. 2, voor piano en orkest

#### Andere werken voor orkest
- 1876 Ouverture symphonique, op. 22
- 1878 Suite pastorale, op. 31
- 1880 Intermède-Gavotte, op. 43
- 1884 Aubade printanière, op. 37
- 1884 Ronde languedocienne, voor kamerorkest, op. 44
- 1886 Scène au camp, op. 49
- 1887 Sérénade d'automne, voor strijkorkest, op. 47
- 1892 Marche élégiaque, op. 50
- 1892 Parade hongroise, op. 53
- 1892 Promenade sous bois, op. 54
- 1892 Aubade aux mariés, op. 56
- 1892 Chanson gasconne, op. 60
- 1893 Sous le balcon, serenade voor kamerorkest, op. 62
- 1895 Ballade: Impressions d'avril
- 1895 Printemps joyeux ! Impromptu - marche, op. 67
- 1895 Intermède, voor strijkorkest, op. 74
- 1896 Sous les étoiles, Marche-nocturne voor kamerorkest, op. 78
- 1896 Promenade matinale, voor orkest, op. 81
- 1902 Berceuse gasconne, voor strijkorkest, op. 102
- 1906 Aubade à Ninon, voor orkest, op. 125
- 1906 Marche gasconne, voor orkest
- 1906 Rapsodie sur des airs du pays d'Oc in E majeur, op. 128
- 1910 Dernière aubade, op. 137
- 1917 Marche dernière, op. 150
- 1917 Dialogue sentimental, op. 151
- Cortège religieux in E majeur
- Marche funèbre
- Ouverture dramatique
- Printemps joyeux, op. 67
- Sérénade catalane, op. 39
- Sérénade in D majeur, voor orkest

### Werken voor harmonie- of fanfareorkest
- 1884 Aubade printanière, voor harmonieorkest, op. 37 - bewerkt door Gustave Wettge
- 1887 Suite Pastorale, voor harmonieorkest, op. 31 - bewerkt door Raoul Chandon de Briailles
- 1894 Aubade aux mariés, voor harmonieorkest, op. 56 - bewerkt door Léon Chic
- 1905 Prière sur la montagne, voor harmonie- of fanfareorkest - bewerkt door Raoul Chandon de Briailles
- 1907 Chanson de route, voor harmonie- of fanfareorkest - bewerkt door Louis Christol
- 1907 Parade hongroise, voor harmonie- of fanfareorkest, op. 53 - bewerkt door Louis Christol
- 1909 Aubade à Ninon, voor harmonie- of fanfareorkest, op. 125 - bewerkt door Louis Christol
- 1912 Marche des Sudois, voor harmonie- of fanfareorkest - bewerkt door Louis Christol
- 1912 Rapsodie sur des airs du pays d'oc, voor harmonieorkest, op. 128 - bewerkt door Louis Christol
- 1914 Marche écossaise, voor harmonieorkest - bewerkt door Louis Christol
- 1914 Sous les étoiles, marche nocturne voor harmonie- of fanfareorkest - bewerkt door Louis Christol

### Vocale muziek

#### Werken voor koor
- 1894 Frissons de fleurs !, voor vrouwenkoor - tekst: Jean Lahor
- 1903 Petits Poèmes chantés, voor driestemmig vrouwenkoor - tekst: Marguerite de Baure
- 1912 Aubade printanière, voor vrouwenkoor en orkest - tekst: Jules Ruelle
- La chanson des cigales, voor driestemmig vrouwenkoor - tekst: Marguerite de Baure

#### Liederen
- 1861 A Elvire ! Méditation poetique, voor zangstem en piano - tekst: Alphonse de Lamartine
- 1877 Deux Poésies de Sully Prudhomme, voor zangstem en piano
  1. Ici-bas !
  2. Soupir
- 1878 Isidra ! Evocation andalouse, voor zangstem en piano - tekst: Lucien Doux
- 1882-1884 Brises de montagnes ! 4 liederen voor zangstem en piano, op. 6
  1. L'Etoile - tekst: Alfred de Musset
  2. Je pense à toi - tekst: E. Danican Philidor
  3. Si, j'étais blanche Lune ! - tekst: Henry de Bèze
  4. L'Etranger ! - tekst: Delphine de Girardin
- 1884 Amours posthumes, voor zangstem en piano - tekst: Armand Silvestre
- 1892 Fleur meurtrée !, voor zangstem en piano - tekst: Léon Gorlan
- 1892 L'Âme, des petits enfants !, voor zangstem en piano - tekst: Achille Chouquet
- 1892 L'Exilé !, voor zangstem en piano - tekst: Armand Silvestre
- 1893 Je ne sais pas de Fleur !, voor zangstem en piano - tekst: Armand Silvestre
- 1893 Trois Mélodies, voor zangstem en piano - tekst: Paul Padovani
  1. L'Oubli - tekst: Tristan Klingsor
  2. Madrigal - tekst: Paul Padovani
  3. Vos yeux - tekst: Paul Padovani
- 1893 Voyage d'amoureux !, voor zangstem en piano - tekst: Lionel Bonne mère
- 1894 Bruyère jolie, voor zangstem en piano - tekst: Jeanne Dejean
- 1895 Chanson triste !, voor zangstem en piano - tekst: Marie Krysinska
- 1895 La Chanson des lèvres !, voor zangstem en piano - tekst: Jean Lahor
- 1896 Aubade, voor zangstem en piano - tekst: Jean Lahor
- 1896 Madone !, voor zangstem en piano - tekst: Jean Lahor
- 1896 Mandoline !, voor zangstem en piano - tekst: Jeanne Dejean
- 1896 Pour celle qui n'a pas aimé !, voor zangstem en piano - tekst: Paul Padorani
- 1897 Les ailes du rêve, voor zangstem en piano - tekst: Charles Fuster (1866–1929)
- 1897 Nuit d'hyménée !, voor zangstem en piano - tekst: Jean Lahor
- 1898 Les crépuscules, voor zangstem en piano - tekst: Charles Fuster
- 1899 La bonne Mante !, voor zangstem en piano - tekst: Gustave Théry
- 1899 Les Matins blonds' Rondel, voor zangstem en piano - tekst: Achille Rouquet
- 1902 Nuit d'été, duet voor sopraan en mezzosopraan - tekst: Marguerite de Baure
- 1902 Tendresse !, voor zangstem en piano - tekst: Jean Lahor
- 1909 Nuit d'autrefois, voor zangstem en piano - tekst: Jean Lahor
- 1910 Baiser sur les yeux, voor zangstem en piano - tekst: Gabriel Volland
- 1910 Il pleut des pétales de fleurs, voor zangstem en piano - tekst: Albert Samain
- 1910 Je ne pleure...., voor zangstem en piano - tekst: Hélène Vacaresco
- 1911 Chanson triste et chanson au bord de l'eau, voor zangstem en piano - tekst: Tristan Klingsor
- Six Mélodies, voor zangstem en piano, op. 92
  1. Avant-Saison - tekst: Paul Padovani
  2. Les Pavots - tekst: Paul Padovani
  3. Symphonie - tekst: Paul Padovani
  4. Adoration - tekst: Jean Lahor
  5. La Chanson du vent - tekst: Henri Cazalis
  6. La Vierge d'or - tekst: Gustave Teiry

### Kamermuziek
- 1868 Sonate in a mineur, voor viool en piano, op. 8
- 1870 Trio nr. 1 in G majeur, voor viool, cello en piano, op. 12
- 1873 2e Sonate in f mineur, voor viool en piano, op. 17
- 1887 Sérénade d'automne, voor dwarsfluit, hobo en piano, op. 47 - ook in een versie voor viool en piano
- 1891 Rapsodie, voor viool en piano, op. 51
- 1891 3 Airs de ballet, voor viool (of cello) en piano, op. 85
- 1895 Berceuse, voor viool en piano, op. 77
- 1897 2e Suite, 4 stukken voor viool en piano, op. 88
- 1898 Sérénade humoristique, trio voor viool, cello en piano, op. 93
- 1902 Sonate, voor cello en piano, op. 100[4]
- 1902 Berceuse gasconne, voor viool en piano, op. 105 nr. 1
- 1904 Pianokwartet in c mineur, op. 101
- 1906 Villanelle printanière, voor viool en piano, op. 113
- 1906 Méditation, voor viool en piano, op. 124
- 1907 Chanson d'Espagne, fantasie voor cello en piano, op. 127
- 1909 Deux Pièces, voor cello en piano
- 1909 Morceau de fantaisie in D majeur, voor altviool en piano, op. 133
- 1909 Troisième trio in a mineur, voor viool, cello en piano, op. 134
- 3 Morceaux de fantaisie, voor cello en piano, op. 10
- 4 Morceaux, voor viool en piano, op. 14
- 6 Pièces, voor viool en piano, op. 107
- Aubade à Ninon, voor viool en piano, op. 125
- Deuxième trio, voor viool, cello en piano, op. 90
- Passepied, voor dwarsfluit (of hobo) en fagot
- Sonate nr. 3, voor viool en piano, op. 98

### Werken voor piano
- 1860 Grande Valse de salon
- 1861 Remembrance, polka mazurka, op. 3
- 1866 5 Morceaux caractéristiques, op. 7
- 1869 4 Pièces, voor piano vierhandig, op. 9
- 1869 2 Idylles: Caprice chromatique et gavotte, op. 11
- 1875 Études en forme de variations, op. 18
- 1876 Caprice-Polka in Es majeur, op. 21
- 1876 5 Feuilles d'album, op. 23
- 1878 12 Valses, voor piano vierhandig, op. 25
- 1881 Six études, op. 33
- 1884 Aubade printanière, voor piano vierhandig, op. 37 - ook in een versie voor twee piano's achthandig (1914)
- 1884 Ronde languedocienne, voor piano vierhandig, op. 44
- 1888 Valse, op. 41
- 1891 Marche élégiaque, voor piano vierhandig, op. 50
- 1892 Promenade sous bois, op. 54
- 1892 Laendler, op. 55
- 1893 Gavotte à cinq temps, op. 59
- 1893 2 Valses, op. 61
- 1893 Suite pastorale, op. 31
- 1896 Troisème suite, op. 80
- 1897 Toccatina, op. 85
- 1900 Petite valse, op. 102
- 1903 Prélude et étude de concert, op. 105
- 1903 Quatre études à Francis Planté, op. 109
  1. G majeur
  2. Es majeur
  3. bes mineur
  4. A majeur
- 1904 Feuilles volantes, Pièces brèves, op. 112
- 1906 Suite de Valses, op. 120
- 1909 Aria et sarabande, op. 130
- 1909 Pensées d'automne, feuille d'album
- 1910 Polka humoristique
- 1911 Petits préludes, op. 140
- 1913 Mélodie
- Absence et retour, 2 romances zonder worden, op. 5
- Aquarelles, vier lichte stukken, op. 27
- Arabesques, op. 16
- Nocturne et Impromptu, op. 13
- Suite nr. 1 in A mineur, op. 15

## Publicaties
- Edmond Galabert, Paul Lacombe : études de composition sous la direction de Georges Bizet - Correspondance de Bizet avec deux élèves sur le contrepoint et la composition musicale, Sprimont: Mardaga, 2005. 393 p., ISBN 978-2-870-09896-7